# 破坏交通设施罪
破坏交通设施罪是《中华人民共和国刑法》规定的危害公共安全罪一类罪名之一。
破坏交通设施罪是指机构、组织或个人资助境内组织或者个人实施危害公共安全罪。是指破坏轨道、桥梁、隧道、公路、机场、航道、灯塔、标志或者进行其他破坏活动，足以使火车、汽车、电车、船只、航空器发生倾覆、毁坏危险，对尚未造成严重后果的直接责任人员处三年以上十年以下有期徒刑。